# Operacja Resolute Support

Logotyp operacji Resolute Support

Baretka medalu NATO za misję Resolute Support

Operacja Resolute Support lub Resolute Support – operacja wojskowa państw członkowskich Organizacji Traktatu Północnoatlantyckiego na rzecz Islamskiej Republiki Afganistanu.
Misja miała charakter szkoleniowy, doradczy i pomocowy. Siły w niej uczestniczące nie brały udziału w zadaniach zwalczania rebeliantów ani operacjach antynarkotykowych. Głównym celem misji było przygotowanie dowództw afgańskich sił bezpieczeństwa i instytucji podległych Ministerstwu Obrony Narodowej i Spraw Wewnętrznych do kierowania oraz zarządzania w sposób umożliwiający zapewnienie bezpieczeństwa w Afganistanie. 
Misja rozpoczęła się 1 stycznia 2015 po zakończeniu dotychczasowej misji stabilizacyjnej ISAF, która została zakończona 28 grudnia 2014. Brali w niej udział żołnierze i personel cywilny z 39 państw w ogólnej liczbie 12 930 osób (czerwiec 2016), w tym z Polski – w liczbie 198 osób.

## Dowódcy
- generał armii John F. Campbell(inne języki)  (od 2 marca 2016)
- generał John W. Nicholson, Jr.(inne języki)  (1 stycznia 2015 – 2 marca 2016)